# Павлидис, Павлос
Па́влос Павли́дис (греч. Παῦλος Παυλίδης; XIX век — 1968) — греческий стрелок, серебряный призёр летних Олимпийских игр 1896.
Лучшим результатом Павлидиса стало участие в соревновании по стрельбе из армейской винтовки на 200 м. В нём он занял второе место с результатом 1978, проиграв только своему партнёру по сборной Пантелису Карасевдасу.
Также, Павлидис участвовал в состязаниях по произвольной винтовке на 300 м и армейскому пистолету на 25 м. Но его точный результат неизвестен, только известно что он занял место ниже пятого в обеих дисциплинах.